# Endrefalva
Endrefalva ist eine ungarische Gemeinde im Kreis Szécsény im Komitat Nógrád.

## Geografische Lage
Endrefalva liegt in Nordungarn, ungefähr sieben Kilometer nordöstlich der Stadt Szécsény, an dem kleinen Fluss Félfalu-patak. Nachbargemeinden sind Piliny, Szécsényfelfalu, Szalmatercs und Ludányhalászi.

## Geschichte
Im Jahr 1913 gab es in der damaligen Kleingemeinde 223 Häuser und 1121 Einwohner auf einer Fläche von 2307 Katastraljochen. Sie gehörte zu dieser Zeit zum Bezirk Szécsényi im Komitat Nógrád.

## Infrastruktur
Im Ort gibt es Kindergarten, Grundschule, Kulturhaus, Bücherei, Bürgermeisteramt sowie eine römisch-katholische Kirche.

## Söhne und Töchter der Gemeinde
- Gigi Radics (* 1996), Sängerin

## Sehenswürdigkeiten
- Nepomuki-Szent-János-Statue
- Römisch-katholische Kirche  Kisboldogasszony, erbaut 1909
- Szentháromság-Säule
- Weltkriegsdenkmal (I. világháborús emlékmű)

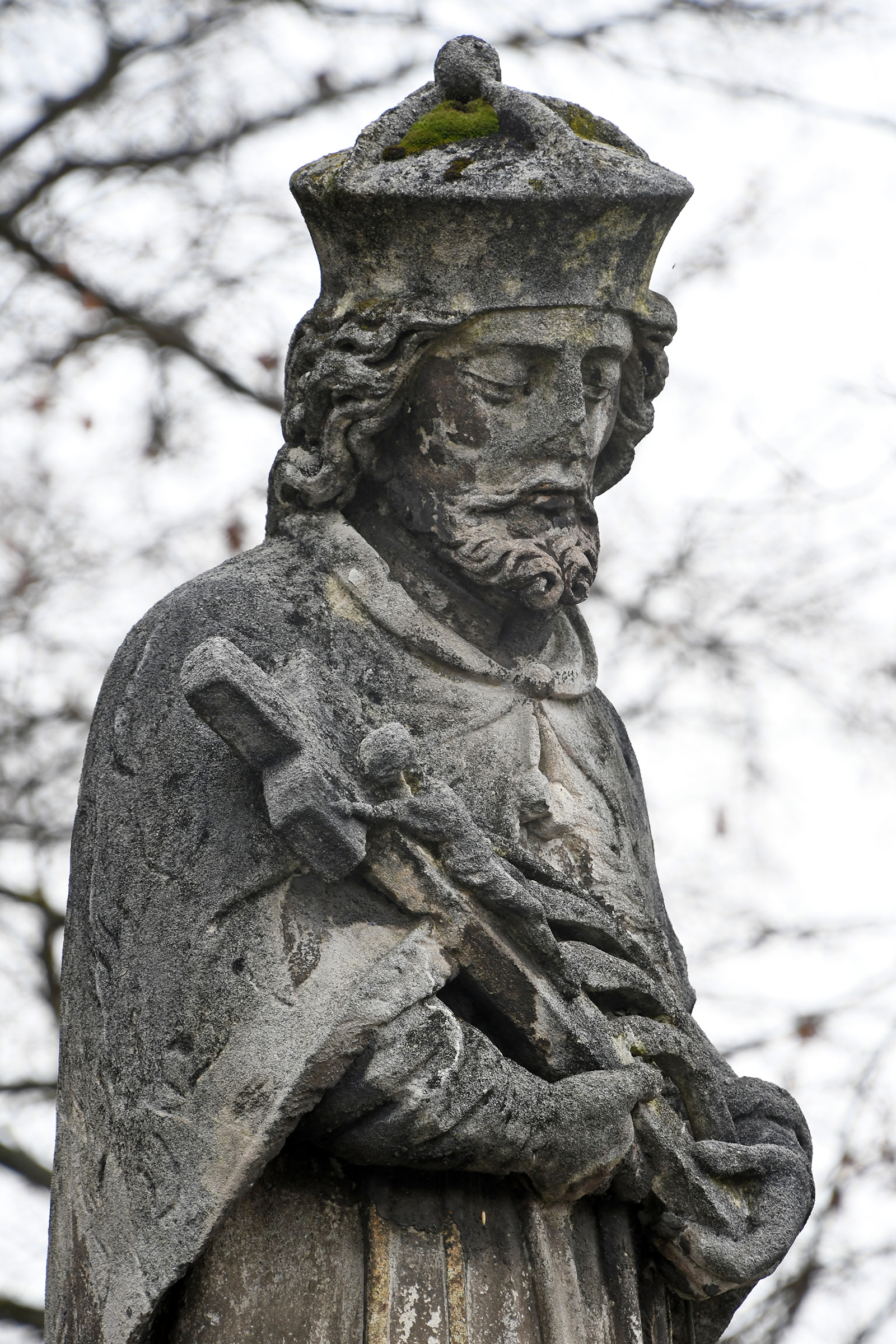
Nepomuki-Szent-János-Statue
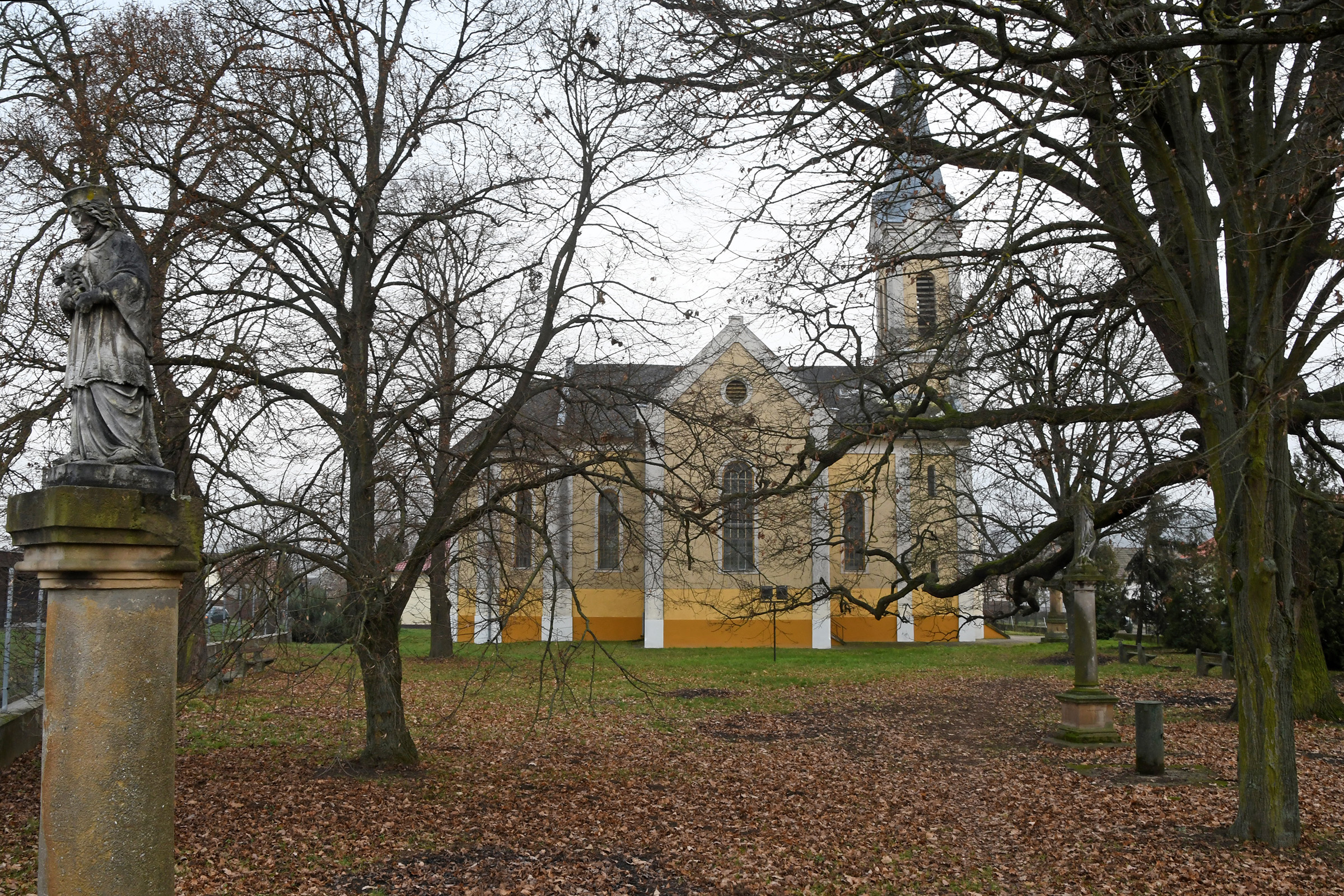
Röm.-kath. Kirche  Kisboldogasszony
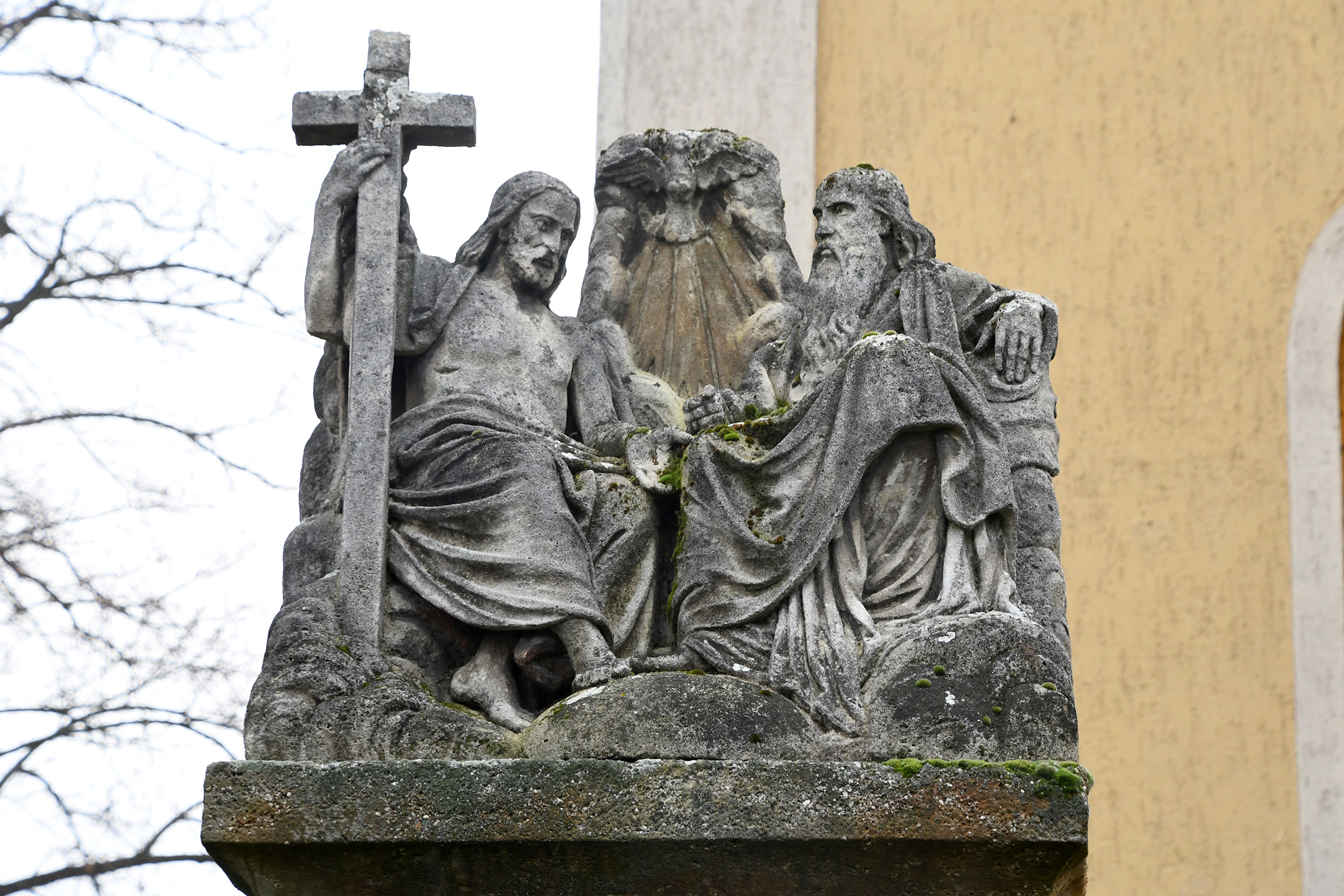
Szentháromság-Säule

## Verkehr
Durch Endrefalva verläuft die Hauptstraße Nr. 22, von der im Ort die Nebenstraßen Nr. 22106 und Nr. 22107 abzweigen. Die nächstgelegenen Bahnhöfe befinden sich in Szécsény und Ludányhalászi.